# 마티 녹슨
마티 녹슨(Marti Noxon, 1964년 8월 25일 ~ )은 미국의 영화 각본가, 방송 작가이다.

## TV 출연
- 뱀파이어 해결사 (드라마)
- 엔젤 (드라마)
- 그레이 아나토미
- 프라이빗 프랙티스
- 매드맨
- 글리 (드라마)
- 언리얼 (드라마)
- 코드 블랙
- 몸을 긋는 소녀 (드라마)

## 영화
- 아이 엠 넘버 포 (영화)
- 프라이트 나이트 (영화)
- 투 더 본
- 유리성 (영화)